# Cryptorchisme
Cryptorchisme is een aandoening/toestand waarbij een of beide testikels wel aanwezig zijn, maar niet op de juiste plaats, namelijk in het scrotum.
Bij mensen wordt aangeraden een niet-ingedaalde testikel voor het tweede levensjaar te laten opereren om een goede kans op een latere normale functie te behouden. Een 'ontbrekende' testis kan inderdaad echt ontbreken, of kan zich ergens langs het hele indaaltraject bevinden. Meestal echter vindt men een dergelijke testis in het lieskanaal of net daarboven. In Nederland wordt bij jongetjes systematisch gecontroleerd door een aantal mensen in de gezondheidszorg (vroedvrouw, huisarts, consultatiebureau, schoolarts) of de testes in verschillende leeftijdsfasen aanwezig zijn. Slechts weinig ontbrekende testikels glippen door dit vangnet.
De testes worden embryonaal aangelegd vlak bij de nier en verplaatsen zich bij de meeste zoogdieren naderhand (maar meestal nog voor de geboorte) naar het scrotum. Bij de meeste zoogdieren is het buiten het lichaam verkeren van testes een voorwaarde voor de productie van zaadcellen, omdat daarvoor de temperatuur wat lager moet liggen dan de normale lichaamstemperatuur. Een bal die niet ingedaald is heeft meestal later geen goede zaadproducerende functie, maar soms wel een hormonale functie.
Cryptorchisme leidt tot een verhoogd risico voor het ontwikkelen van testistumoren.